# Kabinett Hübener I
Das Kabinett Hübener I bildete per Befehl vom 16. Juli 1945 bis zum 2. Dezember 1946 die Provinzialverwaltung der von der
SMAD neugeschaffenen Provinz Sachsen. Da noch kein Landesparlament vorhanden war, ernannte die SMAD das Kabinett der ehemals preußischen Provinz Sachsen. Präsident der Provinzialverwaltung wurde der ehemalige Landeshauptmann der Provinz Sachsen, Erhard Hübener. Das ehemalige DDP-Mitglied war bereits im Mai 1945 von den amerikanischen Besatzungstruppen für den von ihnen besetzten Teil der Provinz Sachsen zum Landeshauptmann ernannt worden. Nach dem Besatzungswechsel fanden bereits am 4. Juli 1945 erste Gespräche zwischen dem Beauftragten des ZK der KPD, Gustav Gundelach, dem ehemaligen Mitglied des Provinziallandtages von Sachsen und Mitglied des ZK der KPD, Bernard Koenen und Hübener statt. Unabhängig von der Empfehlung der KPD sah auch die SMAD Hübener als geeigneten Kandidaten an. Bei abschließenden Gesprächen wurde auf Wunsch der KPD vereinbart, dass das Amt des 1. Vizepräsidenten mit Robert Siewert besetzt werden sollte. Ihm sollten das Personalressort und die Polizei unterstehen. Die weitere Ressortverteilung auf die übrigen Präsidentenposten wurde Hübener überlassen.
Die Provinzialverwaltung Sachsen bei ihrer Ernennung
| Amt              | Name                                                      | Ressort                                                                       | Partei | Partei    |
| ---------------- | --------------------------------------------------------- | ----------------------------------------------------------------------------- | ------ | --------- |
| Präsident        | Erhard Hübener                                            | Zentralabteilung Finanzen Kommunalabteilung Kirchen                           |        | LDP       |
| 1. Vizepräsident | Robert Siewert                                            | Personal Polizei Justiz Arbeits- und Sozialfürsorge Land- und Forstwirtschaft |        | KPD/SED   |
| 2. Vizepräsident | Ernst Thape                                               | Wirtschaft (ab Oktober 1945 von Willy Dieker geführt) Verkehr                 |        | SPD/SED   |
| 3. Vizepräsident | Walter Hülse (im Sommer 1945 ausgeschieden)               | Gesundheitswesen                                                              |        | parteilos |
| 4. Vizepräsident | Willy Lohmann (am 21. September 1945 tödlich verunglückt) | Schulen Hochschulen                                                           |        | LDP       |
| 4. Vizepräsident | Werner Bruschke (von 1. Dezember bis Ende Januar 1946)    | Schulen Hochschulen                                                           |        | SPD       |

In Folge des Ausscheidens zweier Vizepräsidenten innerhalb kurzer Zeit und dem Einsatz von Werner Bruschke als Regierungspräsident wurde die Verwaltung mehrfach umgestellt. Diese Umstellung und auch neue Ressortaufteilung war im März 1946 abgeschlossen.
| Amt              | Name           | Ressort                                                                       | Partei | Partei  |
| ---------------- | -------------- | ----------------------------------------------------------------------------- | ------ | ------- |
| Präsident        | Erhard Hübener | Zentralabteilung Finanzen Kommunalabteilung Kirchen                           |        | LDP     |
| 1. Vizepräsident | Robert Siewert | Personal Polizei Justiz Arbeits- und Sozialfürsorge Land- und Forstwirtschaft |        | KPD/SED |
| 2. Vizepräsident | Ernst Thape    | Schulen Hochschulen                                                           |        | SPD/SED |
| 3. Vizepräsident | Willy Dieker   | Wirtschaft                                                                    |        | KPD/SED |
| 4. Vizepräsident | Erich Damerow  | Handel und Versorgung Verkehr Gesundheitswesen Wohnungsbau                    |        | LDP     |